# Panzeria platycarina
Panzeria platycarina är en tvåvingeart som först beskrevs av Tothill 1921.  Panzeria platycarina ingår i släktet Panzeria och familjen parasitflugor. Inga underarter finns listade i Catalogue of Life.